# Хижняк Борис Семенович
Борис Семенович Хижняк (12 грудня 1941 року, смт Єлизаветградка Олександрівського району Кіровоградської області — 31 жовтня 2008, м. Тернопіль) — письменник, журналіст, громадський діяч. Член Спілки журналістів (1981) і Спілки письменників України (2000).

## Життєпис
Після Другої світової війни проживав у с. Великий Глибочок Тернопільського району, оскільки мати із трьома дітьми втекла у повоєнні часи на Галичину. Закінчив середню школу № 6 Тернополя.
1967 року закінчив факультет журналістики Львівського університету ім. Франка. Працював у редакціях районної та обласної газет, на громадській роботі.
1987—2002 рр. — начальник Тернопільського обласного управління з преси та інформації.
1990 року був одним з організаторів громадсько-політичної організації «Відозва-91» у Тернополі.
31 жовтня 2008 року помер. Похований у Тернополі.

## Літературна діяльність
У 1991 році літературі дебютував циклом публіцистичних новел «Прости, Україно», опублікованих у журналі «Тернопіль». Друкувався у газетах «Літературна Україна», «Вільне життя», «Свобода» та інших.
У 1991 один із співзасновників, шеф-редактор і видавець всеукраїнського журналу «Тернопіль», газети «Русалка Дністрова».
Ініціатор і засновник літературно-мистецьких премій імені Братів Богдана та Левка Лепких та імені Іванни Блажкевич.
Член Національної спілки журналістів України (1981). Із 10 вересня 2000 року — член Національної спілки письменників України.
Із 2000 по 2004 рр. — член редакційної ради газети «Наша Батьківщина». 2006 року — лауреат літературно-мистецької премії ім. Братів Лепких.

## Твори
Автор книги новел і оповідань «Прости, Україно» (1995), творів надрукованих у журналі «Тернопіль», збірки публіцистики «Прости, Україно»(1995), повістей «Перекотиполе» (1998), «Кукіль» (2000), «Марафон над Дністром» (2001), гостросюжетного роману «Зрада» (2003), дилогії «Подільська притча» (ч.1 роман «Слобідка» (2005); ч.2 «Україна» (2006)).
Остання прижиттєва книжка оповідань етюдів, новел і спогадів «Путівець» (2008) ніби підсумовувала той шлях, той путівець, який Б. Хижняк упродовж свого життя торував до людських сердець.